# Liant
Un liant este o substanță lichidă, care prin întărire leagă (aglomerează) particule de materiale solide. 
Liantul este folosit în diverse domenii, inclusiv în construcții, industria vopselelor, și fabricarea cimentului. În funcție de compoziția și modul de întărire, liantul poate fi organic sau anorganic, iar procesul său de solidificare poate implica uscare, reacții chimice sau răcire.
În pictură el fixează (lipește) pigmentul de suport.
În tehnica frescei, liantul se definește ca o materie aglutinată, lichidă sau vâscoasă, capabilă să se solidifice prin uscare, fixându-se pe suport sau fixând pigmenții ori alte materii cu care a fost amestecată.